# Viola, Kansas
Viola är en ort i Sedgwick County i Kansas. Vid 2010 års folkräkning hade Viola 130 invånare.